# عقرب الثاني
عقرب الثاني  كان آخر ملك من ملوك مصر العليا الذي حكم صعيد مصر قبل توحيد مصر حوالي سنة 3200 ق.م. قد يشير الاسم إلى الإلهة سرقت التي كان يرمز لها بالعقرب. وتقول الأساطير ان الملك العقرب هو مقاتل مصري بارع وشجاع تميز بقتاله الفريد. قام بثورة ضد ملك ظالم استعبد شعبه وقام الملك العقرب بسلب الحكم من هذا الملك الطاغية وحكم شعبه بكل عدل. ويعتقد أن موت الملك العقرب الثاني كان نحو عام 3280 قبل الميلاد.
استغل ملك الشمال (مصر السفلى) الفرصة وجار على أراضي من مملكة الجنوب؛ ولكن الملك مينا (أو نارمر) قام بمحاربة مملكة الشمال وحقق النصر ووحد البلدين. نشأت في هذا الوقت لوحة تذكارية نحتها الفنان المصري القديم لتخليد تلك الموقعة وتوحيد البلاد (لوحة نارمر). تبين لوحة نارمر في نفس الوقت أوائل عصر ظهور الكتابة الهيروغليفية.

## أصله

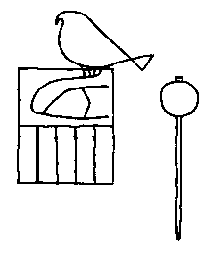
نقش على أحد الأواني يبين العقرب في شكل تجريدي داخل سيرخ ٍٍ

يختلف العلماء في شخصية الملك عقرب الثاني. 
 فلا يزال غير معروف بالضبط من هو الملك الذي سبقه والملك الذي تبعه. ويقترن اسم الملك عقرب الثاني بصورة «وردة ذهبية» استخدمها الفرعون نارمر كإسم ثاني له أو رمز. وكان اسم نارمر مقترنا بـ سيرخ الذي يدل على حكم صعيد مصر قبل توحيد البلاد، ثم الذي يدل على حكمه لمصر كلها بعد توحيدها. كما تبين زينة رأس مطرقة الملك عقرب الثاني تشابها كبيرا بزينة صولجان نارمر.
يرى الباحثان الألمانيان «جونتر دراير» و «فرنر كايزر» أن الملك عقرب الثاني جاء بعد الملك كا وقبل الملك نارمر. ويعتقد الباحث «يوخيم كال» أن مصر كانت في ذلك العهد مقسمة، وأن عقرب الثاني كان يحكم المنطقة الجنوبية من الصعيد بينما كان نارمر يحكم الجزء الشمالي من صعيد مصر. 
أما عالم الآثار الألماني «ولفجانج هيلك» فهو يرى أربعة ملوك بين عقرب الثاني ونارمر، ويعتبر أن عقرب الثاني هو آخر ملوك نخن (الكوم الأحمر حاليا بين إسنا وإدفو). 

يرى الباحث البريطاني «توبي ولكينسون» أن عقرب الثاني كان منافسا للملك نارمر والملك كا. 
 ويعتقد «رينيه فريدمان» و «بروس تريجر» أن عقرب الثاني كان يحكم في نخن حيث تتركز المعثورات الاثرية على تلك المنطقة. كما تدل رسومات رأس مطرقته على نخن.

## صور أضافية

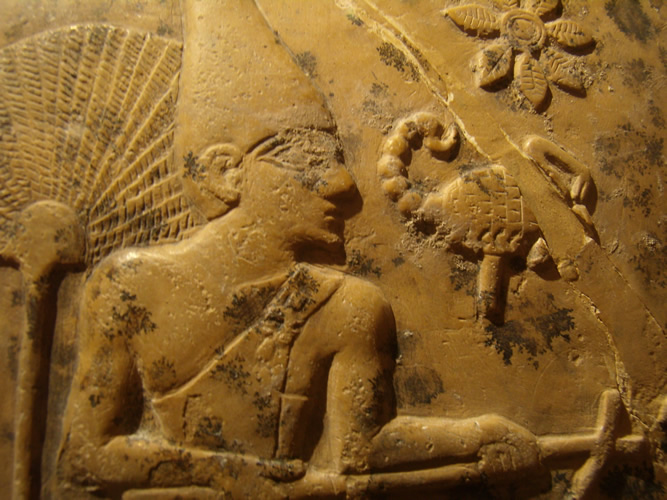
رأس مطرقة عقرب الثاني ، صورة الملك
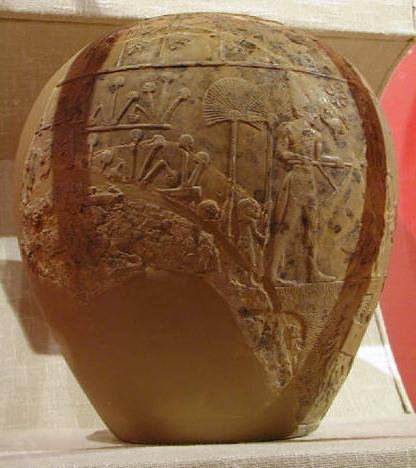
رأس مطرقة عقرب الثاني

## اقرأ أيضا
- نارمر
- التاج الأحمر
- التاج الأبيض
- عصر ما قبل الأسرات